# Jeff Jarvis

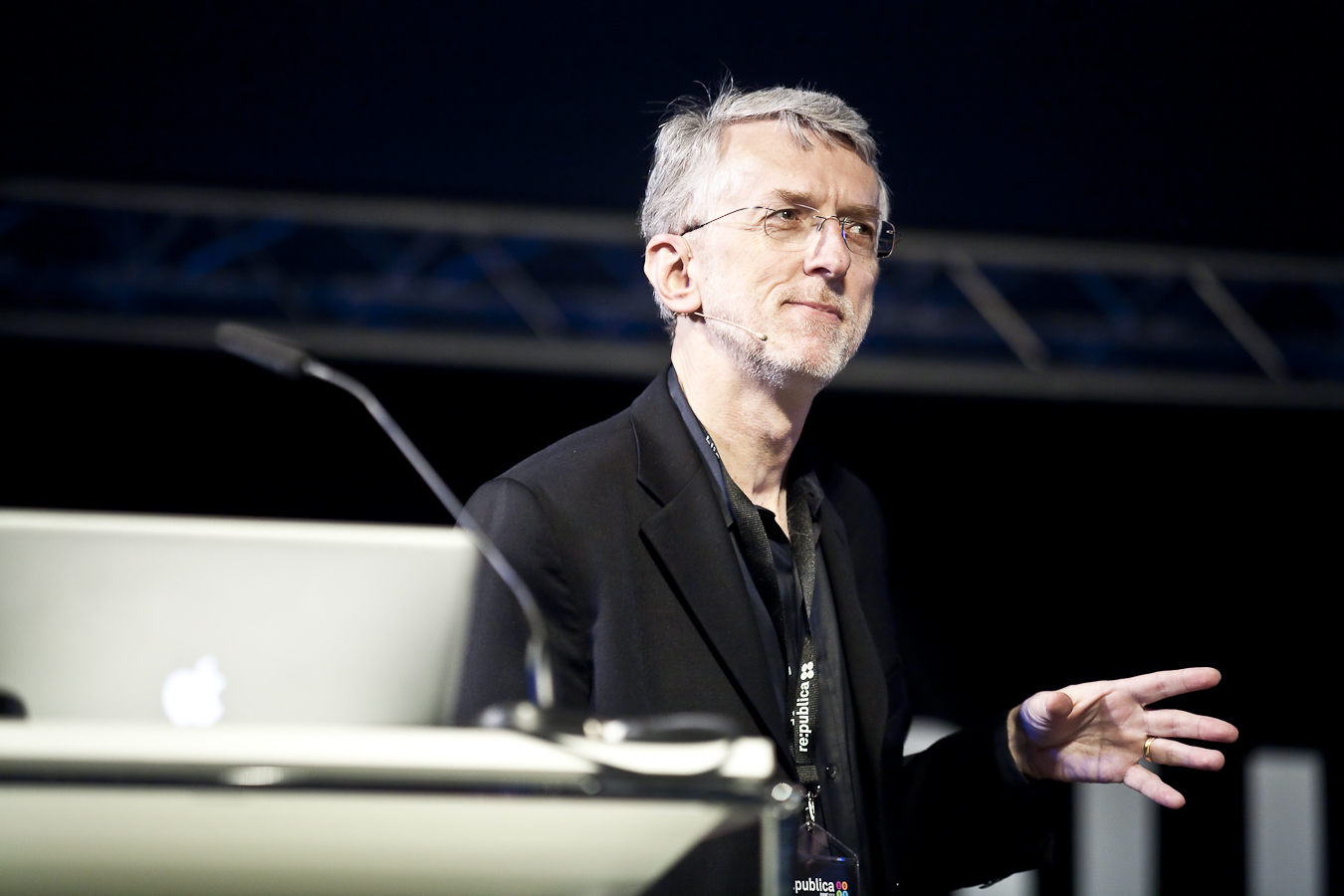
Jeff Jarvis auf der re:publica 2010

Jeff Jarvis (* 15. Juli 1954) ist ein US-amerikanischer Journalist.

## Leben
Jeff Jarvis ist Mitbegründer des Magazins Entertainment Weekly und schreibt für People Magazine, New York Daily News, San Francisco Examiner, Chicago Tribune und The Guardian.
Jarvis lehrt als Journalistik-Professor an der Graduate School of Journalism an der City University of New York. In den 1970er Jahren arbeitete er als Journalist bei der Chicago Tribune und wurde dort zum Computer-Freak.

## Was würde Google tun?
In seinem Sachbuch Was würde Google tun? versteht Jeff Jarvis das Wirtschaften und Handeln von Google Inc. als zukunftweisend und innovativ. Anhand von dreißig Regeln entwirft er Strategien für das unternehmerische Handeln der Zukunft. Das Vorgehen von Google dient ihm dabei als eine Vorlage für ganz unterschiedliche Unternehmensformen.

## Auftritt im Internet
Jarvis betreibt ein sozialkritisches Blog. Auf seiner Facebook-Seite bezeichnet er sich als „großer Medien-Mensch, der zum Blogger und zum Lehrer wurde und der süchtig danach ist, etwas Neues anzufangen, und das Internet ist dafür wie gemacht“ (auf Englisch: „a big-media guy turned blogger and teacher, addicted to starting new things and the internet is made for that“).

## Schriften
- What would Google do? 2009
  - Was würde Google tun? Wie man von den Erfolgsstrategien des Internet-Giganten profitiert. Heyne, München 2009, ISBN 978-3-453-15537-4
- Public parts. 2011
  - Mehr Transparenz wagen! Wie Facebook, Twitter & Co. die Welt erneuern. Quadriga, Köln 2012, ISBN 978-3-86995-041-9 (dazu die Rezension von Evgeny Morozov: Das Elend der Internetintellektuellen. In: Frankfurter Allgemeine Zeitung, 25. Oktober 2011; online).
- The Gutenberg Parenthesis: The Age of Print and Its Lessons for the Age of the Internet. 2023